# Eugenia culminicola
Eugenia culminicola là một loài thực vật có hoa trong Họ Đào kim nương. Loài này được McVaugh mô tả khoa học đầu tiên năm 1963.